# Eric G. Adelberger
Eric George Adelberger (* 26. Juni 1938 in Bryn Mawr, Pennsylvania) ist ein US-amerikanischer experimenteller Kernphysiker und Gravitationsphysiker.
Adelberger studierte Physik am Caltech mit dem Bachelor-Abschluss 1960 und der Promotion 1967. 1968/1969 war er an der Stanford University und ab 1969 Assistant Professor an der Princeton University. Ab 1971 war er Assistant Professor und ab 1975 Professor an der University of Washington in Seattle. 1972 erhielt er ein Forschungsstipendium der Alfred P. Sloan Foundation (Sloan Research Fellowship). Seit 2010 ist Adelberger emeritiert.
Er befasst sich mit experimenteller Kernphysik (fundamentale Symmetrien in Kernen, Kernstruktur) und experimenteller Gravitationsphysik.
In der Eötwash-Group der University of Washington untersucht er die Gültigkeit des Newtonschen Gravitationsgesetzes bis zu kleinen Abständen, geringer als die zuvor getesteten minimalen Abstände im mm Bereich. Die Gruppe konnte so 2007 Extradimensionen größer als 44 Mikrometer ausschließen und hofft, das Experiment bis in den Bereich weniger Mikrometer fortsetzen zu können. Sie testeten auch das Äquivalenzprinzip mit verbesserten Torsionswaagen für verschiedene Substanzen und Abstände von 1 m bis zu sehr großen Abständen (Zentrum Milchstraße). Sie stellten damit einen neuen Rekord in der Präzision auf (Eötvös-Parameter {\displaystyle \eta <10^{-13}}).
1985 erhielt er den Tom-W.-Bonner-Preis für Kernphysik. 1982 erhielt er den Humboldt Senior Scientist Award. Zusammen mit Blayne Heckel und Jens H. Gundlach wurde ihm der Breakthrough Prize in Fundamental Physics 2021 für „fundamentale Präzisionsmessungen zum Test unseres Verständnisses der Gravitation, Erkundung der Natur der dunklen Energie und Festlegung von Grenzen für die Kopplung an Dunkle Materie“ (Laudatio) zugesprochen.
Er ist Fellow der National Academy of Sciences, der American Academy of Arts and Sciences (1998) und der American Physical Society (APS, 1978). 1987 stand er der Sparte Kernphysik bei der American Physical Society vor. Für 2025 wurde ihm der Einstein-Preis der APS zugesprochen.
Von 1978 bis 1981 war er Associate Editor von Physical Review Letters. Er ist seit 1961 verheiratet und hat zwei Kinder.

## Schriften
- Eric G. Adelberger, Blayne Heckel, Ann E. Nelson: Tests of the gravitational inverse square law. In: Annual Review of Nuclear and Particle Science, Band 53, 2003, S. 77.
- Eric G. Adelberger, Jens H. Gundlach, Blayne Heckel, Seth Hoedl, Stephan Schlamminger: Torsion balance experiments: a low energy frontier of particle physics. In: Progress in Particle and Nuclear Physics, Band 62, 2009, S. 102.